# Elisabeth Bas (sigarenmerk)

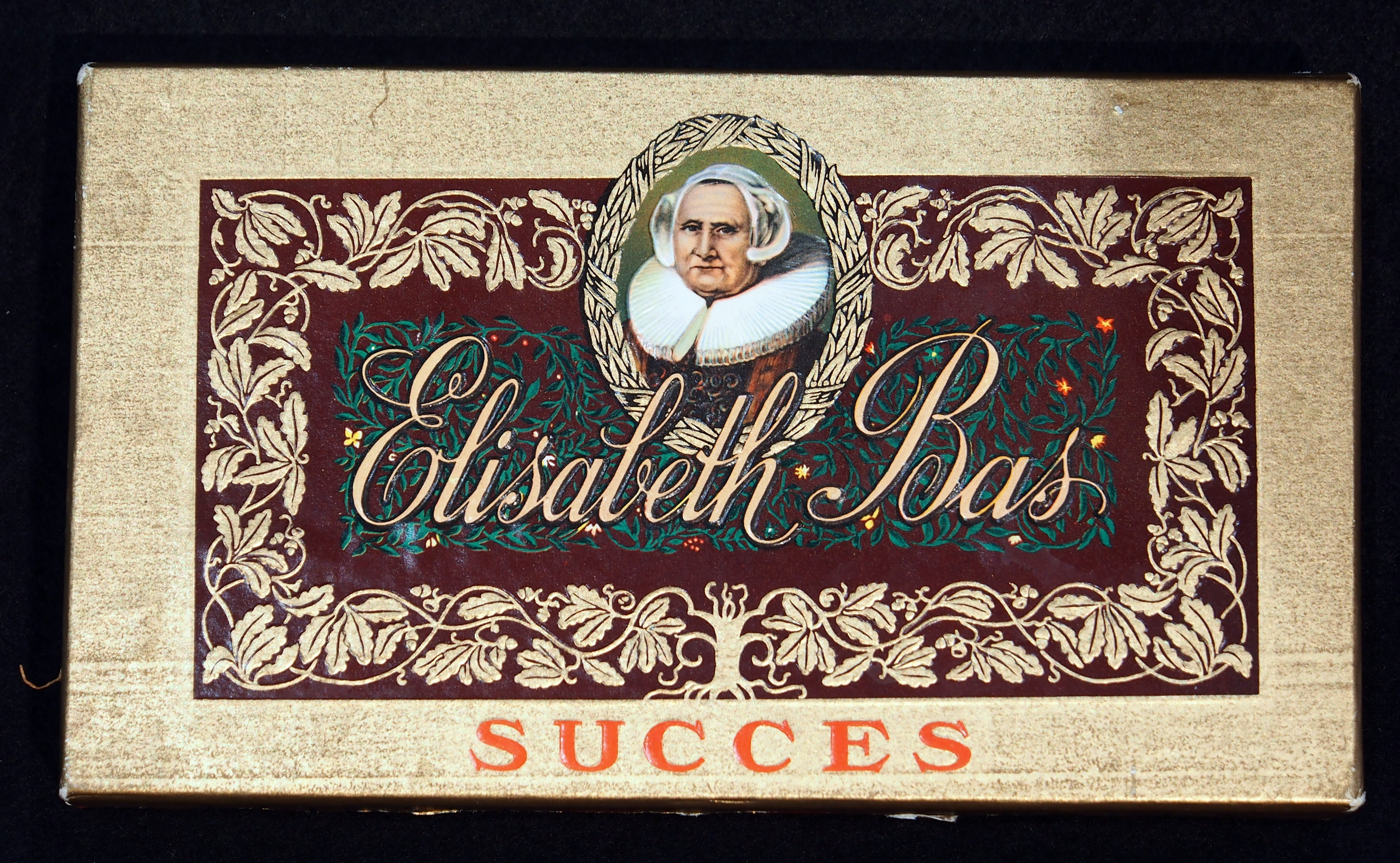
Elisabeth Bas sigarenkistje

Elisabeth Bas was een sigarenmerk dat in de jaren 60 van de twintigste eeuw bekend stond om zijn sigarenbandjes.
In 2005 zijn deze bandjes nog steeds gewilde verzamelobjecten, evenals de sigarenkistjes, blikken en andere herinneringen aan deze sigaren. De fabriek was gevestigd in Boxtel. De fabriek heeft van 1988-2017 binnen het Zweedse concern Swedish Match  samengewerkt met Arnold André, een collega-bedrijf uit Bünde, Duitsland, een stad met een lange traditie op dit gebied. Arnold Andrë stapte in 2017 uit dit verband en werd weer geheel zelfstandig.
De naam van het sigarenmerk is afkomstig van een schilderij in het Rijksmuseum Amsterdam. Het werk wordt toegeschreven aan Ferdinand Bol (1616 - 1680) en zou mogelijk Elisabeth Bas voorstellen.
Ook Gero had een bestekset geïnspireerd op tafelzilver uit de Gouden Eeuw onder de naam Elisabeth Bas. In de advertenties prijkte ditzelfde schilderij in de vooroorlogse damesbladen.